# Matrei in Osttirol
Matrei in Osttirol (hist. Windisch-Matrei) – gmina targowa w Austrii, w kraju związkowym Tyrol, w powiecie Lienz. Liczy 4677 mieszkańców (1 stycznia 2015). Otoczona jest szczytami Großglockner i Großvenediger. Miejscowość gminy Ganz, w dolinie Virgen skrywa cenne romańskie freski kościoła pw. św. Mikołaja (St. Nikolaus). W pobliżu znajduje się znana wśród alpinistów osada Kals am Großglockner.

## Współpraca
Miejscowość partnerska:
- Korb, Niemcy